# Tripterygium wilfordii
Tripterygium wilfordii, o léi gōng téng (Mandari) (Xinès:雷公藤, Japonès: raikōtō). És una liana usada en la medicina xinesa tradicional i per a extreure'n el celastrol.
Es planta nativa d'Àsia oriental i es cultiva també com a planta ornamental. És tòxica i medicinal.
És caducifòlia i arriba a fer de 2 a 6 metres de llargada.